# Barza lui Abdim
Barza lui Abdim (Ciconia abdimii), cunoscută și sub numele de barza cu burtă albă, este o barză care aparține familiei Ciconiidae. Numele comun îl comemorează pe guvernatorul turc al Wadi Halfa din Sudan, Bey El-Arnaut Abdim (1780-1827).

## Distribuție și habitat
Barza lui Abdim se găsește în habitate deschise din toată Africa de Est, din sudul Etiopia până în Africa de Sud. Această barză a scăpat sau a fost eliberată în mod deliberat în Florida, SUA, dar nu există dovezi că populația se înmulțește și poate persista. Arhivat în 13 decembrie 2018, la Wayback Machine.
Barza lui Abdim este subiectul mai multor programe de reproducere coordonate la nivel național: în Statele Unite, planul pentru această specie este administrat de Asociația Grădinilor Zoologice și Acvariilor iar în Europa de către Asociația Europeană a Grădinilor Zoologice și Acvariilor.

## Descriere
Ciconia abdimiieste o barză neagră cu picioare gri, genunchi și picioare roșii, cioc gri și părțile inferioare albe. Are pielea feței roșie în fața ochilor și pielea albastră lângă cioc în sezonul de reproducere. Este cea mai mică specie de barză, având 73 cm și o greutate de puțin peste 1 kg.

## Biologie
Ciconia abdimii se hrănește în principal cu lăcuste, omizi și alte insecte mari, deși aceste păsări pot mânca și reptile mici, amfibieni, șoareci, crabi și ouă. Femela depune două-trei ouă și este puțin mai mică decât masculul.

## Galerie

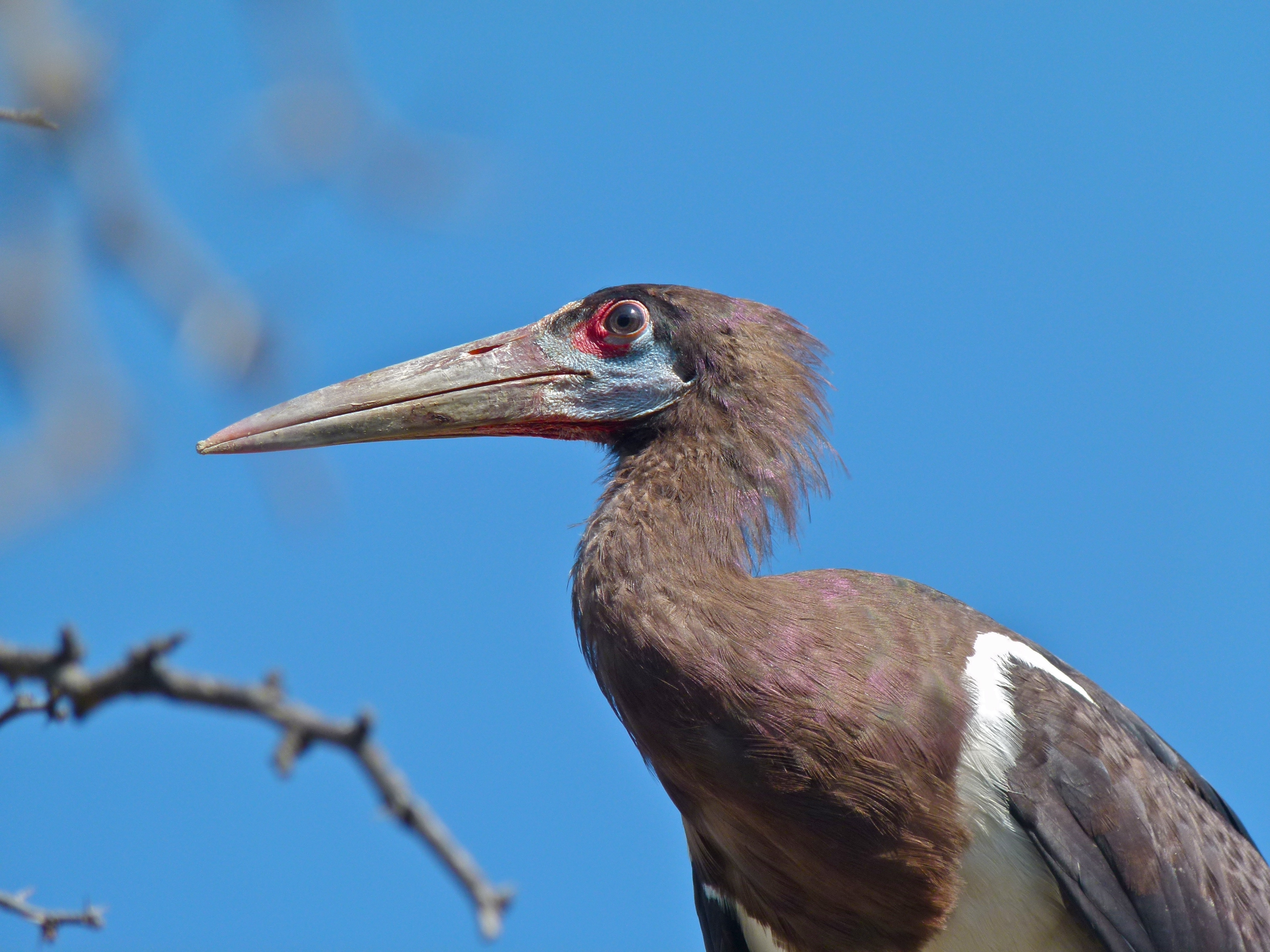
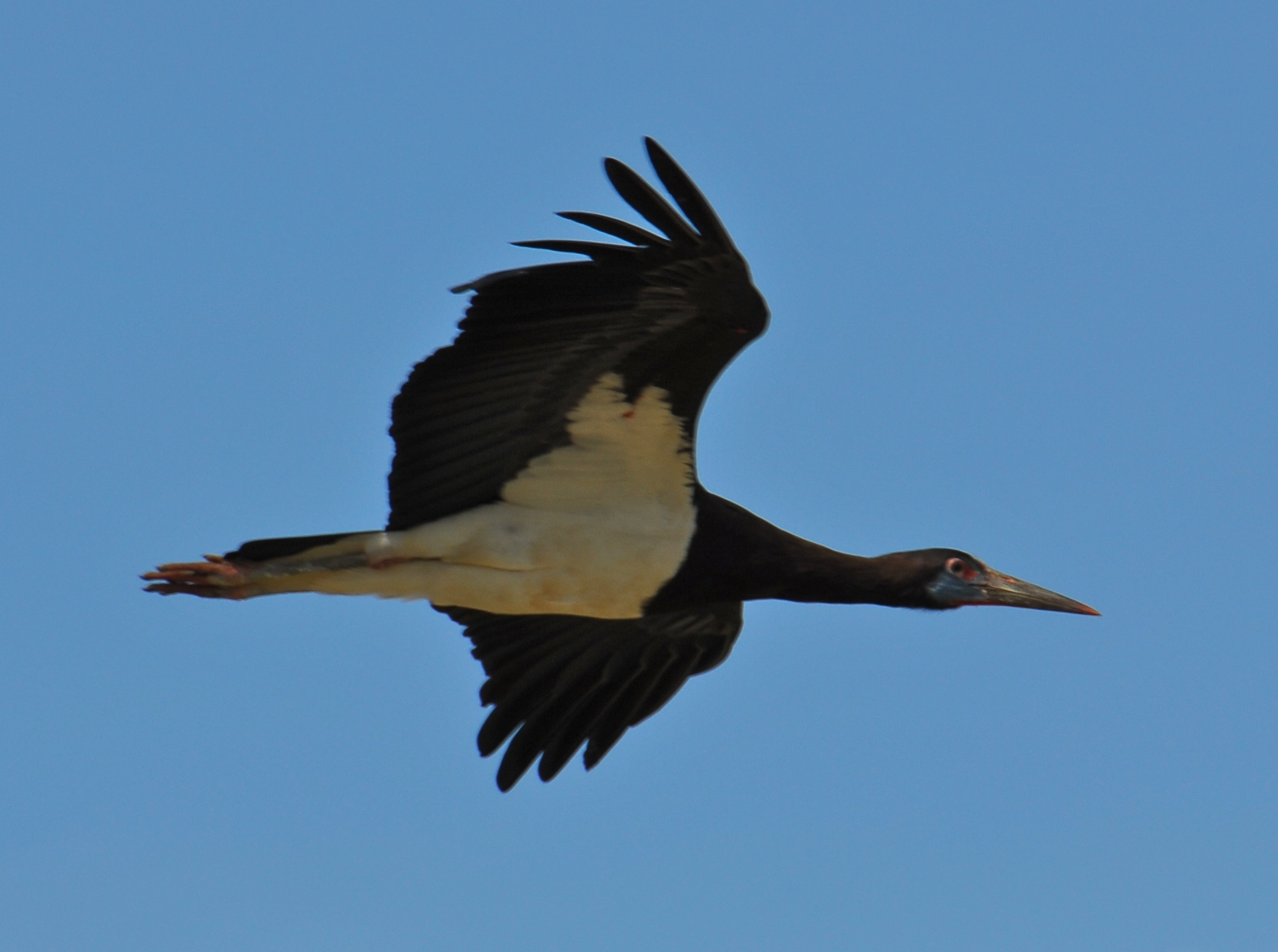
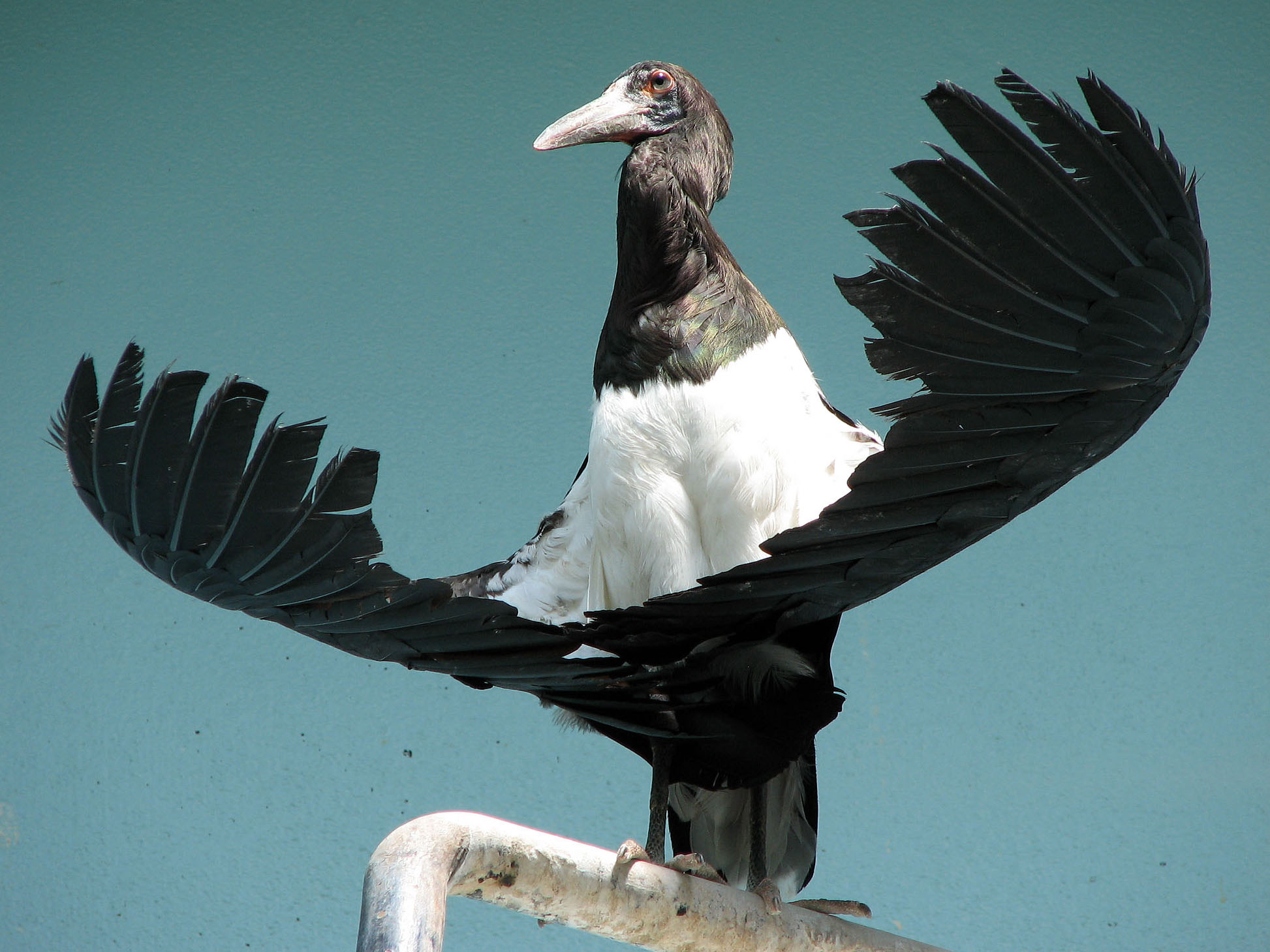